# Besos negros
Besos negros (internationaler englischsprachiger Titel Black Kisses, beides für „Schwarze Küsse“) ist ein beobachtender Dokumentarfilm von Alejandro Naranjo, der im November 2022 beim Tallinn Black Nights Film Festival seine Premiere feierte.

## Inhalt

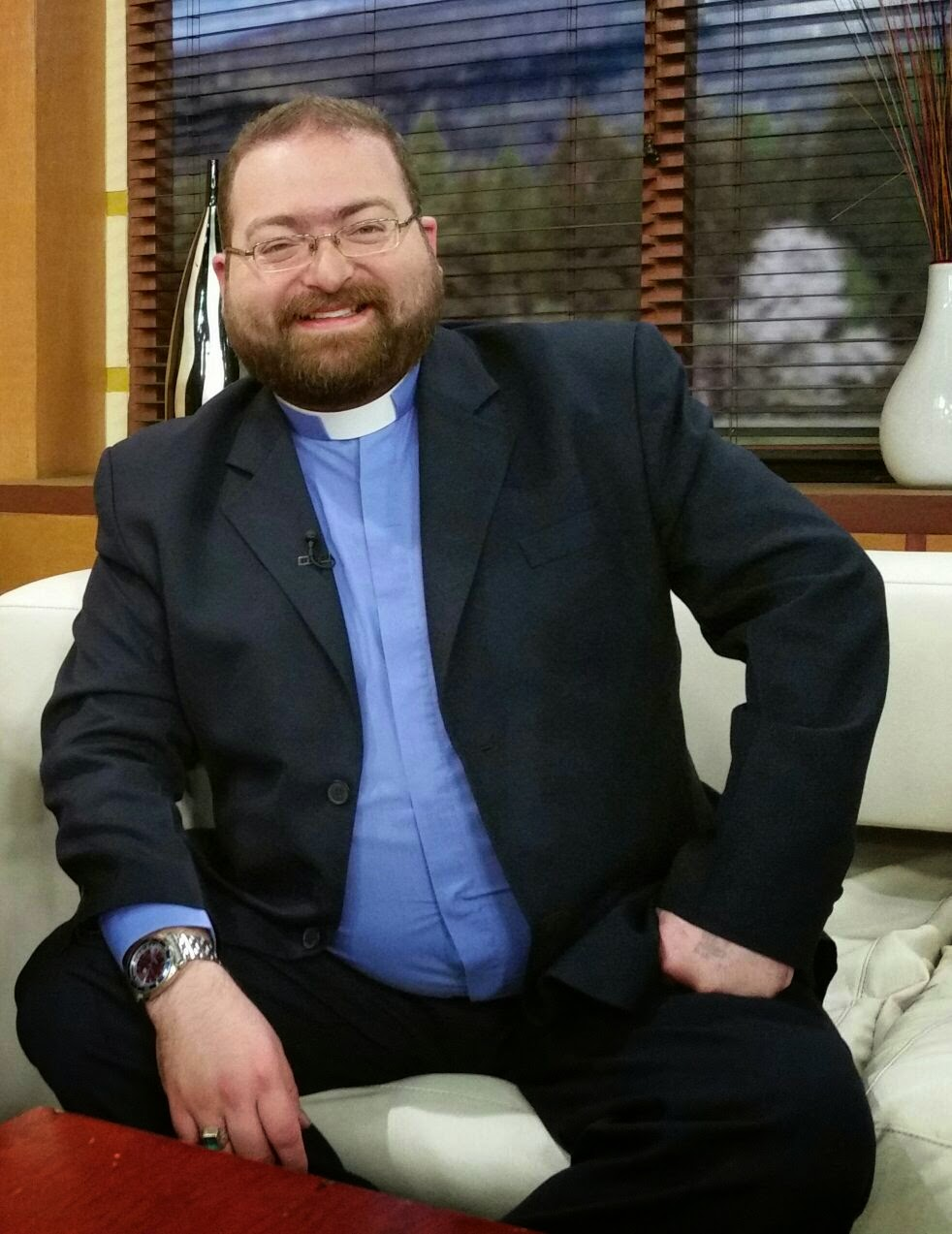
Monseñor Andres Tirado hat seine eigene Kirche gegründet

Gladys wird bald einem zweiten Exorzismus unterzogen. 20 Jahre zuvor hat ihr Ex-Mann schwarze Magie angewandt, und seitdem ist sie von einer Entität besessen. In ihrem Kampf gegen den Teufel war ihr Monseñor Andrés Tirado die einzige Hilfe, ein sehr ungewöhnlicher Priester, der seine eigene Kirche gründete, weil er das vom Vatikan auferlegte Zölibat nicht ertragen konnte.

## Produktion
Regie führte Alejandro Naranjo, der gemeinsam mit Omar A. Razzak auch das Drehbuch schrieb. Beide verantworteten auch den Filmschnitt und produzierten den Film zudem gemeinsam mit Rodrigo Dimaté.
Naranjo, der auch als Kameramann fungierte, nutzte bei seinem beobachtenden Dokumentarfilm vom Film noir inspirierte Lichter und Schatten, um eine Welt zwischen Gott und dem Teufel zu erschaffen.
Die Weltpremiere war am 20. November 2022 beim Tallinn Black Nights Film Festival. Dort wurde der Film im Wettbewerb „Rebels with a Cause“ gezeigt.

## Auszeichnungen
Tallinn Black Nights Film Festival 2022
- Nominierung im Wettbewerb „Rebels with a Cause“[2]